# Irreversibler Prozess
Ein physikalischer Prozess ist irreversibel, wenn er in einem abgeschlossenen System nicht umkehrbar ist, ohne Veränderungen im System zu hinterlassen. Das Gegenteil ist ein reversibler Prozess. Obwohl alle mikroskopischen Elementarreaktionen reversibel sind, sind alle makroskopischen Prozesse irreversibel. Die Irreversibilität ergibt sich aus der Unwahrscheinlichkeit des Anfangszustands und begründet die eindeutige Richtung der Zeit (siehe Zeitpfeil) und ist eng mit dem zweiten Hauptsatz der Thermodynamik verknüpft. Alle spontanen Prozesse sind irreversibel.

## Beispiel und Anwendung
Als Beispiel für einen irreversiblen Prozess diene ein Glas, welches von einem Tisch auf den Boden fällt und zerspringt. Nach Rudolf Clausius ist dieser Prozess irreversibel, da er nicht spontan in umgekehrter Richtung ablaufen kann. In der Tat ist noch nie beobachtet worden, wie die Splitter eines Glases sich spontan wieder zusammensetzten und das neu entstandene Glas auf einen Tisch sprang.
Diese Definition ist jedoch noch unvollständig, was zuerst Max Planck erkannte. Um den planckschen Irreversibilitätsbegriff zu illustrieren, stellen wir uns vor, dass das zersprungene Glas eingeschmolzen wird, ein neues Glas entsteht, welches dann auf den Tisch gestellt wird. Nun ist offensichtlich der Ausgangszustand (Glas auf dem Tisch) wiederhergestellt worden, nur auf eine andere Art und Weise. Während des Schmelzens und Formens des Glases haben jedoch zusätzliche irreversible Prozesse stattgefunden; der Versuch, einen irreversiblen Prozess rückgängig zu machen, hat also seinerseits eine tiefe Spur der Irreversibilität in der Umgebung zurückgelassen.

## Plancksche Definition
Eine gute Definition der Irreversibilität ist also die folgende: Es gibt keine Möglichkeit, einen irreversiblen Prozess auf irgendeine Art und Weise rückgängig zu machen, und gleichzeitig alle dafür etwa benutzten Hilfsmittel wieder in ihren Ausgangszustand zurückzuversetzen.
Diese plancksche Formulierung der Irreversibilität ist wesentlich stärker als die von Clausius, da alle Freiheiten und jedes Mittel bei der Umkehrung eines Prozesses eingesetzt werden dürfen. Wenn man davon ausgeht, dass es auf jeden Fall irreversible Prozesse in der Natur gibt, wie die Umwandlung von mechanischer Arbeit in Wärme (z. B. durch Reibung), folgt daraus, dass thermodynamische Zustände eine natürliche Ordnung in Bezug auf ihre zeitliche (irreversible) Abfolge besitzen. Diese Ordnung kann für Gleichgewichtszustände durch ein Maß, die thermodynamische Entropie, ausgedrückt werden. Nach dem Zweiten Hauptsatz der Thermodynamik sind alle Prozesse irreversibel, bei denen Entropie entsteht.
Umgekehrt können die Gesetze der Thermodynamik auch ausgehend vom Irreversibilitätsbegriff abgeleitet werden – die Thermodynamik wird zu einer Theorie der Irreversibilität. Diesen von Constantin Carathéodory 1909 vorgeschlagenen Zugang bezeichnet man als axiomatische Thermodynamik. Er wurde durch Max Planck und Max Born gefördert.